# Elia VIII (VII)
Elia VIII (... – Monastero di Rabban Ormisda, 26 maggio 1617) è stato un vescovo cristiano orientale siro, patriarca della Chiesa d'Oriente dal 1591 al 1617.
Poiché un patriarca di nome Elia VI non è mai esistito, benché censito nelle cronotassi tradizionali dei patriarchi della Chiesa d'Oriente, il numero ordinale corretto di Elia VIII è quello di Elia VII.

## Biografia
Durante il patriarcato di Elia VII (o VI), predecessore di Elia VIII, sono due i natar kursya attestati dalle fonti, Hnan-Isho e Isho'yahb. Non è dato sapere quale dei due sia diventato patriarca con il nome di Elia VIII.
Elia VII morì il 26 maggio 1591 e succedette Elia VIII, noto soprattutto per le relazioni avute con il papa di Roma e con i missionari cattolici, nel tentativo di giungere a un'unione con la Chiesa cattolica, preoccupato per le conversioni al cattolicesimo dei numerosi pellegrini siro-orientali che andavano in pellegrinaggio a Gerusalemme.
Inviò infatti degli emissari a Roma nel 1606, nel 1607 e nel 1610 o 1611. In quest'ultima occasione fu rappresentato dall'arcidiacono Adamo, che restò a Roma 3 anni. Nel 1614 ritornò in Mesopotamia, con due missionari gesuiti, i quali, dopo trattative con Elia VIII, riferirono al papa che c'erano poche speranze di raggiungere una vera unione.
Altre trattative di unione furono intavolate tra il 1615 e il 1616 per opera del francescano Tommaso Obicini. Su sua iniziativa, il patriarca convocò nel marzo 1616 a Amida un sinodo della Chiesa d'Oriente, alla presenza di 8 metropoliti, che affermò la formula cristologica cattolica.
Le buone disposizioni del patriarca e dei metropoliti nestoriani, decisero la Santa Sede a convocare in Oriente una riunione tra Elia VIII e il patriarca cattolico Shimun X con l'intento di invitare entrambi i patriarchi a firmare una professione di fede redatta a Roma.
Elia VIII tuttavia non poté prendere parte a questa riunione, poiché, quando giunsero gli emissari pontifici, il patriarca era già morto, il 26 maggio 1617, e gli era succeduto il patriarca Elia IX, con il quale fallirono i tentativi della Santa Sede.
Di Elia VIII resta la pietra tombale con il suo epitaffio, conservata nel monastero di Rabban Ormisda, che fu la sua sede patriarcale.